# Будинок на Вознесенському узвозі 26
Прибутковий будинок на Вознесенському узвозі 26 — це двоповерхова цегляна прямокутна будівля, яка знаходилась у Шевченківському районі Києва. Складалася з двох секцій, що мали на першому поверсі по дві двокімнатні квартири, на другому — по одній чотирикімнатній. Будівлі загрожує остаточне знищення.
Сьогодні залишилася лише фасадна стіна першого поверху.

## Історія
На початку ХХ ст. будинком володіла родина Гусаревичів: у 1906 році він належав Агафангелу Микитовичу Гусаревичу, а у 1911 Марії та Олександрі Андріївні Гусаревич.
Будинок було націоналізовано у 1920 році.
1983 року будинок розселили через аварійний стан і збиралися реставрувати
За наказом Комітету охорони та реставрації пам'яток історії, культури та історичного середовища від 16.05.94 №10 будинку присвоєно статус щойно виявленої пам'ятки архітектури.
1995 року будинок серйозно постраждав від пожежі: були повністю зруйновані перекриття та фасадна стіна зі сторони двору.
18 липня 2001 року КМДА занесла будинок до списку тих, що підлягають реставрації у 2001 році за кошти Головного управління житлового забезпечення.
15 квітня 2004 року рішенням Київради земельна ділянка по вулиці Смирнова-Ласточкіна, 26 була надана у постійне користування Шевченківській районній раді для комплексного відродження історичного середовища та забудови.
26 липня 2006 року між КП «Житлоінвестбуд-УКБ» та ТОВ «Інвест ВЕ-88» було укладено інвестиційний договір №1/250 на реконструкцію житлового будинку та будівництво прибудови по вул.Смирнова-Ласточкіна, 26, відповідно до умов якого сторони домовились здійснити реконструкцію житлового будинку та будівництво прибудови загальною площею орієнтовно 1800 кв.м. Після введення його в експлуатацію ТОВ «Інвест ВЕ-88» мало отримати будинок у власність.
15 квітня 2008 року відповідно до наказу Міністерства культури та туризму України № 424/1/16-08 від 15.04.2008 року будинок визнано таким, що не підлягає занесенню до Державного реєстру нерухомих пам’яток архітектури місцевого значення.
12 липня 2012 року рішенням № 943/8280 Київрада припинила право постійного користування земельною ділянкою площею Шевченківській РДА та віднесла ту до земель запасу житлової і громадської забудови.
У 2015 році депутат Київради Павло Бригинець планував реконструювати будівлю і відкрити у ній музей «Фарфорових фігур».
1-19 грудня 2019 року про будинок згадали в одній із робіт на дитячому архітектурному конкурсі «Нове призначення втраченим просторам». Учасники розробили проєкт публічного творчого простору для митців, в якому центром композиції була стіна закинутого будинка на Вознесенському узвозі, 26. Творча група: Соломія Кульчинська, Москаленко Яна, Олександра Данилова, Микита Компанець.

## Архітектура
Будинок складався з двох секцій, що мали на першому поверсі по дві двокімнатні квартири, на другому — по одній чотирикімнатній. Входи на сходові клітки були розташовані з боку подвір'я. Будівля була виконана в еклектичному стилі, з елементами неоренесансу (арочні вікна). Будинок облицьований жовтою цеглою. Архітектурний декор включає в себе ліпний рослинний орнамент, який заповнює пазухи архівольта, фриз і підвіконні ніші, верхні частини лопаток.
На даний момент від будівлі залишились лише одна стіна — лицьова фасадна першого поверху.